# Ангабаев, Солбон Дондупович
Солбо́н Донду́пович Ангаба́ев (бур.  Ангабаев Дондобой Солбон; 1934—2001) — российский бурятский поэт, Народный поэт Бурятии, Заслуженный работник культуры Республики Бурятия.

## Биография
Солбон Ангабаев родился 20 мая 1934 года в улусе Гарга, Курумканского района Бурят-Монгольской АССР.
Стихи начал сочинять еще на школьной скамье. Первые стихи 14-летнего школьника были опубликованы  в районной газете «Курумканский колхозник». Начало своего литературного творчества Ангабаев связывает с публикацией подборки стихов в республиканской газете «Буряад-Монголой үнэн» в 1949 году. Участвовал в II Республиканской конференции молодых писателей Бурятии (1949).
Окончил с серебряной медалью Республиканскую среднюю школу № 18 (ныне Республиканский национальный бурятский лицей-интернат № 1).
По рекомендации Союза писателей Бурятии поступил в Литературный институт им. Максима Горького в Москве. После успешного завершения учебы молодой поэт вернулся в родной район и два года работал ответственным секретарем районной газеты.
После переезда в Улан-Удэ, Ангабаев работал в газете «Бурят - Монголой Унэн», Министерстве культуры Бурятской АССР, в «Цензуре», Кинопрокате Бурятии, был военным корреспондентом газет: «На боевом посту», «За Родину». Избирался членом Совета по детской литературе Союза писателей РСФСР, Председателем Совета старейшин при Союзе писателей Республики Бурятия.
Член союза писателей СССР с 1958 года. Член КПСС с 1960 года.

## Творчество
Солбон Ангабаев — поэт лирического дарования. Автор 16 книг стихов, написанных на бурятском и русском языках, в том числе сборники избранных стихов «Водопад».
В 1956 г. вышел первый поэтический сборник «Табунная степь» (издательство «Молодая гвардия» в русском переводе В. Журавлёва), в 1958 г. - второй сборник «Байгалай таабари» (Загадка Байкала).
Ангабаев активно работает в прозе, опубликовав повести «Һайн даа, нүхэдни!» (Спасибо товарищи!) (1961), «Голой эрьедэ» (На берегу реки) (1966). Занимается документалистикой, мемуарной и исповедальной литературой, создав в этом жанре книги «Слово о мастерах» (1981), «Бата нүхэд, багшанарни» (Живая вода) (1985), «Сказание о Земле соболиной» (2000), «Мои друзья — моё бессмертие» (2001).
Поэт печатался в центральных журналах и газетах, в том числе в «Правде». Его стихи переведены на английский, болгарский, польский, румынский языки, а также на языки народов СССР.
Солбон Ангабаев принимал активное участие в литературной жизни, часто выступал с чтением стихов перед трудящимися республики.

### На бурятском языке
- Загадка Байкала. Стихи. Улан-Удэ, 1958.
- Спасибо, товарищи. Повесть. Улан-Удэ, 1961.
- Оттепель. Стихи. Улан-Удэ, 1964.
- На берегу реки. Повесть. Улан-Удэ, 1966.
- Энергия. Стихи. Улан-Удэ, 1968.
- К вершине. Стихи, поэма. Улан-Удэ, 1971.
- Думы. Стихи, поэмы. Улан-Удэ, 1975.
- Сандаловое дерево. Стихи, поэма. Улан-Удэ, 1979.
- Высокое солнце. Очерки. Улан-Удэ, 1981.
- Зеница ока. Стихи, поэмы. Улан-Удэ, 1983.

### На русском языке
- Табунная степь. Стихи. М.: Молодая гвардия, 1956.
- Забайкалье. Стихи. М.: Молодая гвардия, 1968.
- Стихи (В кассете «Слово о земле бурятской»). Улан-Удэ, 1973.
- Зовы. Стихи. М.: Советский писатель, 1974.
- Водопад. Стихи, поэмы. М.: Советская Россия, 1979.
- Слово о мастерах. Очерки. Улан-Удэ, 1981.[1]

## Награды и звания
- Народный поэт Бурятии
- Заслуженный работник культуры Республики Бурятия
- Медаль «В ознаменование 100-летия со дня рождения Владимира Ильича Ленина»[2]
- Медаль «За доблестный труд»
- Почетная грамота ЦК ВЛКСМ

## Память
Имя Солбона Дондуповича Ангабаева присвоено Курумканской районной библиотеке.